# Katedralen i Lincoln
Lincolns katedral eller The Cathedral Church of the Blessed Virgin Mary of Lincoln är en katedral i Lincoln i östra England. Den är byggd delvis (de nedre delarna) i romansk stil (specialstilen normandisk stil) och i övrigt i gotisk stil, delvis specialinriktningen inom gotisk stil perpendikulärstilen (eller engelsk sengotik). Katedralen överträffade Cheopspyramiden som världens högsta byggnad, när den färdigställdes på 1300-talet. I katedralen förvaras ett exemplar av Magna Carta.

## Historia
Katedralen började byggas år 1072 på uppdrag av biskop Remigus. Katedralen har varit utsatt för flera olyckor och förstörelse genom åren. År 1124 drabbades den av en stor brand och 1185 förstördes stora delar av katedralen i en jordbävning. Endast västfasaden, som fortfarande finns kvar, var oskadad. Året därpå beslutades att katedralen skulle återuppbyggas. Fram till 1300-talet återuppbyggdes och utökades katedralen. År 1237 rasade katedralens torn, vilket tros ha berott på byggets experimentella karaktär. År 1256 påbörjades byggandet av koret och 1295 uppfördes korsgången. År 1311 ersattes det raserade tornet med ett nytt torn och en spira som gjorde katedralen till världens högsta byggnad. 1548 rasade spiran under en storm och orsakade stor skada på transeptets tak. Under engelska inbördeskriget förstördes delar av katedralen vid Oliver Cromwells belägring av Lincoln. Under 1700- och 1800-talen gjordes flera ombyggnader av katedralen. 1898 installerades katedralens stora orgel. Under 1900- och 2000-talet har det gjorts flera restaureringar. 2015 gavs ett stort ekonomiskt anslag för att konservera katedralens arkitektur och förbättra omgivningarna för besökare.

## I populärkultur
2005 filmades slutscenerna i filmen Da Vinci-koden i katedralen. 2007 filmades scener till filmen Young Victoria i katedralen.